# インペリアル 戦争のつくり方
『インペリアル 戦争のつくり方』とは、架空の国「ニッポン」の再軍国化と、近隣国との戦争による破滅を描いた2014年製作の日本の映画である。

## 経過
『インペリアル 戦争のつくり方』は2014年10月に完成し、渋谷のアップリンク・ファクトリーで完成試写が行われた。ゲストトークは政治家の福島みずほ。同じく2015年7月の上映イベントでは、宇都宮けんじの講演付きで上映されて反響を呼んだ。2016年2月に、大阪の十三にあるシアターセブンで劇場公開が決定。